# Raymond Houselstein
Raymond Houselstein, né le 7 janvier 1934 à Béning-lès-Saint-Avold (Moselle) et mort dans cette même commune le 8 mars 2017, était un footballeur professionnel français. 
Il a notamment joué avant-centre pour l'US Forbach (période professionnelle) et le SO Merlebach.
Il a été finaliste de la Coupe Charles Drago 1964 avec Forbach.